# リア・マノリウ
リア・マノリウ （Lia Manoliu、1932年4月25日 - 1998年1月9日）は、ルーマニアの陸上競技選手。
円盤投の選手であり、陸上競技の選手で初となる6大会連続オリンピック出場(1952年ヘルシンキ-1972年ミュンヘン）を果たす。メキシコオリンピックの金メダルをはじめとする3個のメダルを獲得。キシナウ（現モルドヴァ共和国）出身。
マノリウにとって最初のオリンピックとなった1952年ヘルシンキオリンピックでは42m64で6位に終わる。ここから彼女のオリンピックへの挑戦が始まった。 
1956年メルボルンオリンピックでは前回大会の記録を伸ばし43m90を記録するも9位に終わっている。
3回目の出場となる1960年ローマオリンピックでは1投目に52m36を投げリードするが、以降の投てきで記録を伸ばすことができなかった。それでも3位となり初のメダルを獲得することになる。
1964年東京オリンピックでは、4投目を終わって4位に位置していた。しかし、5投目に56m96を投げ、結果として2大会連続の銅メダルの獲得となった。
1967年から1968年にかけて、ルーマニアの陸連から35歳のマノリウはオリンピックに挑戦するには年をとりすぎているということで、彼女は練習に参加しなくてもいいと伝えられる。これにマノリウは発奮し、何ヶ月にも及ぶ孤独なハードトレーニングの末、彼女は5回目のオリンピック代表に選ばれる。
メキシコオリンピックでは、彼女は利き腕の調子が悪く、医者から最高の投てきは1回しかできないといわれていた。そのためマノリウに可能な投てきは1回しかないといえた。そしてオリンピック決勝。彼女はわずかなチャンスを生かし、1投目に58m28という最高の投てきを行う。これは彼女に初の金メダルをもたらすのに十分な投てきであった。ついに、オリンピック出場5回目にして初の金メダルを獲得した。
その後、マノリウは6大会連続となる1972年ミュンヘンオリンピックに最後の出場を果たしているが9位という結果であった。
ルーマニアのブカレストには彼女にちなんで名づけられたリア・マノリウスタジアムがある。